# Liste der Bodendenkmäler im Kreis Paderborn

Kreis Paderborn

Die Liste der Bodendenkmäler im Kreis Paderborn umfasst:
- Liste der Bodendenkmäler in Altenbeken
- Liste der Bodendenkmäler in Bad Lippspringe
- Liste der Bodendenkmäler in Bad Wünnenberg
- Liste der Bodendenkmäler in Borchen
- Liste der Bodendenkmäler in Büren
- Liste der Bodendenkmäler in Delbrück
- Liste der Bodendenkmäler in Hövelhof
- Liste der Bodendenkmäler in Lichtenau
- Liste der Bodendenkmäler in Paderborn
- Liste der Bodendenkmäler in Salzkotten